# Anatolij Dumaczow
Anatolij Pantielejewicz Dumaczow (ros. Анатолий Пантелеевич Думачёв, ur. 6 maja 1932 w Karaczewie w obwodzie briańskim, zm. 30 listopada 2004 w Petersburgu) – radziecki działacz partyjny i państwowy.

## Życiorys
W 1957 ukończył Leningradzki Instytut Mechaniczny i został członkiem KPZR, w latach 1956-1958 był sekretarzem rejonowego komitetu Komsomołu w Leningradzie. Równocześnie w latach 1950-1960 był kierownikiem wydziału Komitetu Obwodowego Komsomołu w Leningradzie, a w latach 1960-1964 instruktorem kolejno komitetu rejonowego, miejskiego i obwodowego KPZR w Leningradzie. W latach 1964–1972 był zastępcą kierownika i kierownikiem wydziału Komitetu Obwodowego KPZR w Leningradzie, następnie (1972-1975) sekretarzem Komitetu Miejskiego KPZR w Leningradzie, a później (1975-1984) sekretarzem oraz II sekretarzem Komitetu Obwodowego KPZR w Leningradzie, od 23 lutego 1981 do 2 lipca 1990 był członkiem Centralnej Komisji Rewizyjnej KPZR. Od 12 marca 1984 do 17 stycznia 1986 był I sekretarzem Komitetu Miejskiego KPZR w Leningradzie. W latach 1986–1988 był przewodniczącym Państwowego Komitetu ZSRR ds. Wykształcenia Zawodowo-Technicznego, a od marca 1988 do 1991 członkiem Komitetu Kontroli Partyjnej przy KC KPZR. W 1992 przeszedł na emeryturę. Był deputowanym do Rady Najwyższej ZSRR XI kadencji.

## Odznaczenia i nagrody
- Order Lenina
- Order Rewolucji Październikowej
- Order Czerwonego Sztandaru Pracy
- Order „Znak Honoru”
- Nagroda Państwowa ZSRR (1973)